# NGC 5712
NGC 5712 is een elliptisch sterrenstelsel in het sterrenbeeld Kleine Beer. Het hemelobject werd op 20 december 1797 ontdekt door de Duits-Britse astronoom William Herschel.

## Synoniemen
- MCG 13-10-21
- ZWG 353.42
- ZWG 354.5
- 7ZW 553
- NPM1G +79.0122
- PGC 51799